# Viking Explorer
M/S Viking Explorer är ett forskningsfartyg, som ägs av Universitetscentret på Svalbard (UNIS) och som har hemmahamn i Longyearbyen i Svalbard. 